# Navia
Navia là một chi thực vật có hoa trong họ Bromeliaceae.